# Devon Bostick
Devon Kenneth Thomas Bostick (Toronto, 13 novembre 1991) è un attore canadese.
È noto soprattutto per aver recitato nel film del 2008 Adoration, diretto da Atom Egoyan, nella serie di film iniziata nel 2010 con Diario di una schiappa e nella serie televisiva statunitense The 100.

## Biografia
Bostick è nato a Toronto, Ontario, Canada. Sua madre, Stephanie Gorin, è un'agente di casting a Toronto, che lavora sul palcoscenico e sullo schermo, e suo padre, Joe Bostick, è un attore e un coordinatore dei film. Ha anche un fratello minore, Jesse Bostick. I suoi nonni materni sono immigrati inglesi, e suo padre è in parte di origine norvegese. Devon ha iniziato a recitare quando era in quinta elementare. Si è laureato alla Etobicoke School of the Arts di Toronto. 
Ha avuto ruoli nelle serie televisive Degrassi: The Next Generation e Flashpoint, come nel film Citizen Duane, apparendo poi anche nella serie premiere di Rookie Blue. La sua produzione cinematografica ha incluso ruoli in Godsend, Fugitive Pieces e The Stone Angel. In Adoration interpreta Simon, un ragazzo cresciuto da suo zio (interpretato da Scott Speedman) dopo la morte dei suoi genitori. Ha recitato ne Il poeta, un film drammatico sulla seconda guerra mondiale con Roy Scheidere Colm Feore, in Saw VI come Brent e in Assassin's Creed: Lineage nei panni di Ezio Auditore. Bostick ha anche interpretato Erica il fratello defunto Leo in CBC Television nella serie Being Erica, e ha interpretato Rodrick Heffley, in Diario di una schiappa, Diario di una schiappa 2 - La legge dei più grandi e Diario di una schiappa - Vita da cani.

## Filmografia

### Cinema

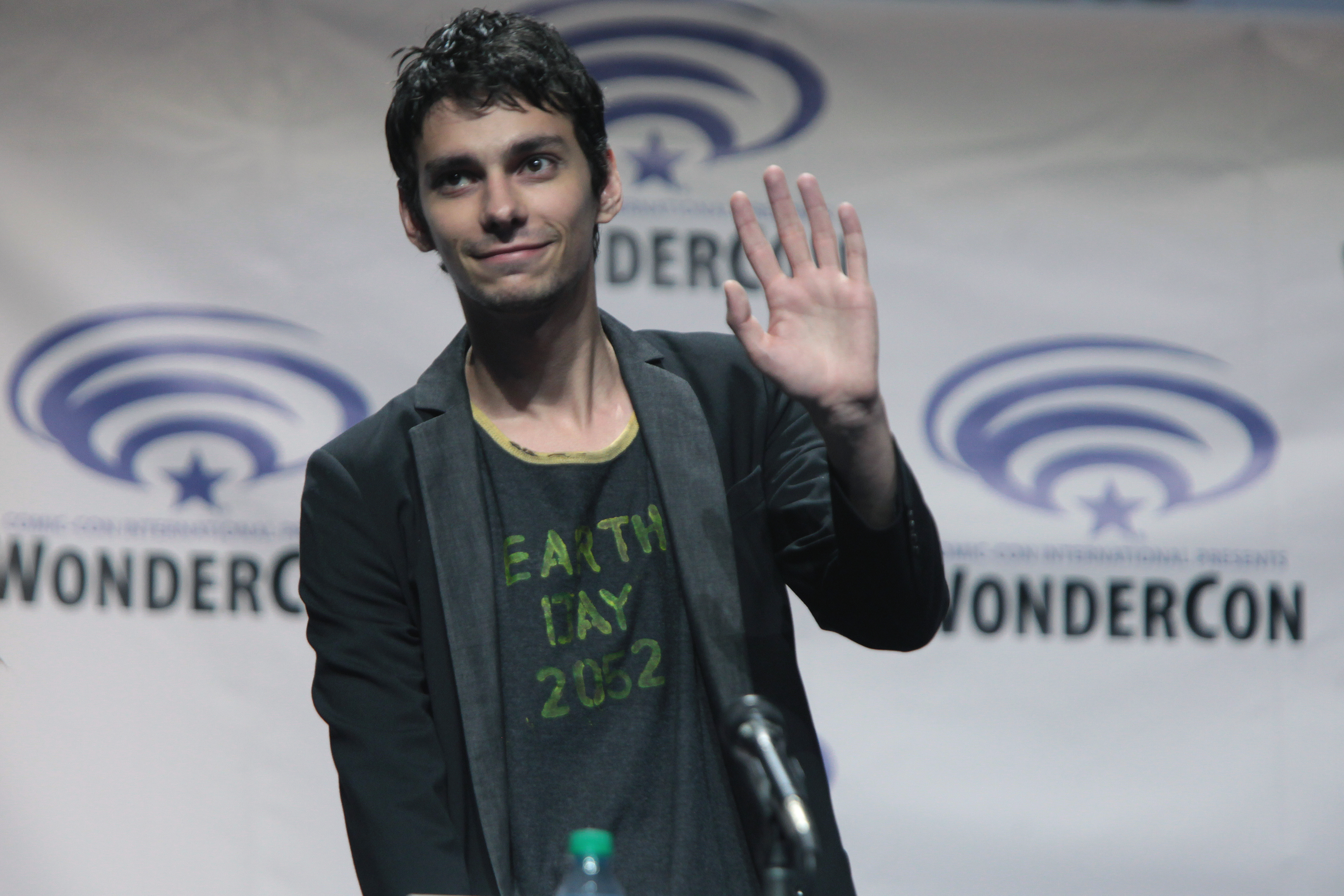
Bostick al WonderCon nel 2016

- The Truth About the Head, regia di Dale Heslip - cortometraggio (2003)
- Godsend - Il male è rinato (Godsend), regia di Nick Hamm (2004)
- La terra dei morti viventi (Land of the Dead), regia di George A. Romero (2005)
- Aruba, regia di Hubert Davis - cortometraggio (2006)
- Citizen Duane, regia di Michael Mabbott (2006)
- American Pie presenta: Nudi alla meta (American Pie Presents: The Naked Mile), regia di Joe Nussbaum (2006) Uscito in home video
- Finn's Girl, regia di Dominique Cardona e Laurie Colbert (2007)
- The Poet, regia di Damian Lee (2007)
- Fugitive Pieces, regia di Jeremy Podeswa (2007)
- The Stone Angel, regia di Kari Skogland (2007)
- King of Sorrow, regia di Damian Lee (2007)
- Saw IV, regia di Darren Lynn Bousman (2007)
- Adoration, regia di Atom Egoyan (2008)
- The Dreaming, regia di Anthony Green - cortometraggio (2008)
- Survival of the Dead - L'isola dei sopravvissuti (Survival of the Dead), regia di George A. Romero (2009)
- Saw VI, regia di Kevin Greutert (2009)
- Assassin's Creed: Lineage, regia di Yves Simoneau (2009)
- Diario di una schiappa (Diary of a Wimpy Kid), regia di Thor Freudenthal (2010)
- Verona, regia di Laurie Lynd - cortometraggio (2010)
- The Long Autumn, regia di Jeffrey St. Jules - cortometraggio (2010)
- Pooka, regia di Maurey Loeffler - cortometraggio (2010)
- Diario di una schiappa 2 - La legge dei più grandi (Diary of a Wimpy Kid: Rodrick Rules), regia di David Bowers (2011)
- Hidden 3D, regia di Antoine Thomas (2011)
- Sacrifice, regia di Damian Lee (2011)
- The Entitled, regia di Aaron Woodley (2011)
- Diario di una schiappa - Vita da cani (Diary of a Wimpy Kid: Dog Days), regia di David Bowers (2012)
- A Dark Truth - Un'oscura verità (A Dark Truth), regia di Damian Lee (2012)
- Dead Before Dawn 3D, regia di April Mullen (2012)
- The Art of the Steal - L'arte del furto (The Art of the Steal), regia di Jonathan Sobol (2013)
- Small Time, regia di Joel Surnow (2014)
- Being Charlie, regia di Rob Reiner (2015)
- Regression, regia di Alejandro Amenábar (2015)
- Emeralds, regia di Nicholaus Goossen - cortometraggio (2016) Uscito in home video
- Okja, regia di Bong Joon-ho (2017)
- Tuscaloosa, regia di Philip Harder (2019)
- Quello che tu non vedi (Words on Bathroom Walls), regia di Thor Freudenthal (2020)
- Pink Skies Ahead, regia di Kelly Oxford (2020)
- Oppenheimer, regia di Christopher Nolan (2023)
- La guerra dei mondi (War of the Worlds), regia di Rich Lee (2025)

### Televisione
- Exhibit A: Secrets of Forensic Science – serie TV, 1 episodio (1998)
- Attenzione: fantasmi in transito (The Scream Team), regia di Stuart Gillard – film TV (2002)
- Odyssey 5 – serie TV, 2 episodi (2002-2003)
- DC 9/11: Time of Crisis, regia di Brian Trenchard-Smith – film TV (2003)
- Jake 2.0 – serie TV, 1 episodio (2003)
- Missing (1-800-Missing) – serie TV, 1 episodio (2004)
- Hustle, regia di Peter Bogdanovich – film TV (2004)
- Shania: A Life in Eight Albums, regia di Jerry Ciccoritti – film TV (2005)
- Scacco matto nel Bronx (Knights of the South Bronx), regia di Allen Hughes – film TV (2005)
- 72 Hours: True Crime – serie TV, 1 episodio (2006)
- Degrassi: The Next Generation – serie TV, 3 episodi (2006-2007)
- Una vita interrotta (A Life Interrupted), regia di Stefan Pleszczynski – film TV (2007)
- The Altar Boy Gang, regia di Kelly Makin – film TV (2007)
- Stump – serie TV (2007)
- Princess - Alla ricerca del vero amore (Princess), regia di Mark Rosman – film TV (2008)
- Roxy Hunter and the Horrific Halloween, regia di Eleanor Lindo – film TV (2008)
- The Good Germany, regia di Michael Kennedy – film TV (2009)
- Guns, regia di Sudz Sutherland – miniserie TV (2009)
- The Border – serie TV, 1 episodio (2009)
- Being Erica – serie TV, 10 episodi (2009-2011)
- Rookie Blue – serie TV, 1 episodio (2010)
- Flashpoint – serie TV, 1 episodio (2010)
- Haven – serie TV, 1 episodio (2010)
- The Listener – serie TV, 1 episodio (2011)
- She's the Mayor – serie TV, 1 episodio (2011)
- Monday Mornings – serie TV, 1 episodio (2013)
- Aim High – serie TV, 10 episodi (2013)
- The 100 – serie TV, 41 episodi (2014-2017)
- I Am the Night – miniserie TV, 2 puntate (2019)
- La fantastica signora Maisel (The Marvelous Mrs. Maisel) – serie TV, 3 episodi (2019)
- Most Dangerous Game – serie TV, 13 episodi (2020-2023)
- A Teacher: Una storia sbagliata (A Teacher), regia di Hannah Fidell, Gillian Robespierre ed Andrew Neel – miniserie TV, 2 puntate (2020)
- Everything's Fine – serie TV, 3 episodi (2021)
- FUBAR – serie TV, 5 episodi (2023)
- Fargo – serie TV, episodio 5x01 (2023)

### Videoclip
- Til It Happens to You, di Lady Gaga (2015)

## Riconoscimenti
- Young Artist Awards
  - 2008: Candidatura al miglior attore protagonista in un film televisivo per The Altar Boy Gang
  - 2010: Candidatura al miglior attore non protagonista in una serie televisiva per Being Erica
  - 2010: Candidatura al miglior attore protagonista per Adoration
  - 2011: Miglior cast corale per Diario di una schiappa
  - 2013: Miglior cast corale per Diario di una schiappa - Vita da cani

## Doppiatori italiani
Nelle versioni in italiano delle opere in cui ha recitato, Devon Bostick è stato doppiato da:
- Flavio Aquilone in Diario di una schiappa, Diario di una schiappa 2 - La legge dei più grandi, Diario di una schiappa - Vita da cani, Regression
- Alessio Puccio in Survival of the Dead - L'isola dei sopravvissuti, The 100, Fargo
- Gabriele Patriarca in Saw VI
- Stefano De Filippis in Sacrifice
- Daniele Giuliani in A Dark Truth - Un'oscura verità
- Davide Albano ne La fantastica signora Maisel
- Manuel Meli in FUBAR
- Giuseppe Ippoliti in Oppenheimer
- Federico Campaiola in La guerra dei mondi